# Heinrich Mann

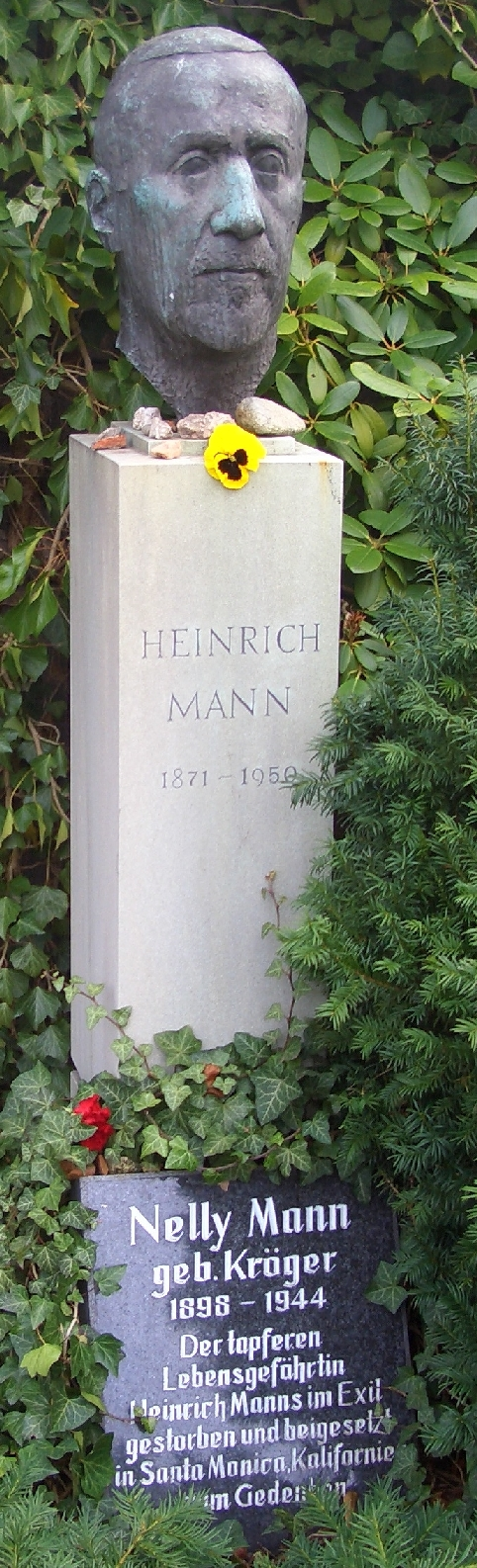
Heinrich Manns grav på Dorotheenstädtischer Friedhof i Berlin.

Heinrich Mann, född 27 mars 1871 i Lübeck i Tyskland, död 11 mars 1950 i Santa Monica, Kalifornien i USA, var en tysk författare. Han var bror till Thomas Mann och farbror till Klaus och Erika Mann.

## Biografi
Medan den yngre brodern Thomas Mann stod för högtyska och konservativa värden, var Heinrich Manns ideal europeiska och till viss del vänsterorienterade. I Undersåten hade Heinrich Mann tidigt med tydlig klarsyn förutspått den kommande utveckling som skulle leda till nationalsocialismens uppkomst. I samband med publiceringen av vissa delar av Undersåten ådrog sig Heinrich Mann åtal för majestätsförbrytelse. Boken publicerades först efter första världskrigets slut. Under Weimarrepublikens tid var Mann huvudsakligen politisk skriftställare.
1932/1933 var Mann med i ett upprop mot nazismen tillsammans med Käthe Kollwitz och Albert Einstein. De ville att socialdemokraterna och kommunisterna skulle bilda en gemensam front mot Hitler.
När Adolf Hitler utsågs till kansler, emigrerade Mann i februari 1933 med minimalt bagage - bara ett paraply - till Frankrike, och sedan till USA. Verk av honom brändes under bokbålen runt om i Nazityskland i maj och juni 1933. Redan i augusti 1933 berövades han sitt tyska medborgarskap (se exillitteratur).
Heinrich Mann avled den 11 mars 1950 i Santa Monica, Kalifornien i USA. 1961 överfördes hans urna till Östberlin. Han ligger begravd på kyrkogården Dorotheenstädtischer Friedhof i Berlin.

## Utmärkelser
Asteroiden 8382 Mann är uppkallad efter honom och Thomas Mann.